# Sufjan Stevens
Sufjan Stevens (Detroit, 1 juli 1975) is een Amerikaans muzikant, liedjesschrijver en multi-instrumentalist.

## Biografie
Stevens woonde tot zijn negende jaar in Detroit en verhuisde daarna naar Petoskey, Michigan. In Petoskey ging hij naar de Harbor Light Christian School en de prestigieuze Interlochen Arts Academy. Daarna ging hij naar Hope College in Holland, Michigan en behaalde zijn Master of Fine Arts aan The New School in New York. Zijn biologische moeder verliet op jonge leeftijd het gezin wegens psychische problemen.
Sufjan is een Arabisch/islamitische naam die betekent: hij die komt met het zwaard.
Stevens bracht zijn muziek voor het eerst uit bij het label Asthmatic Kitty Records, een platenmaatschappij opgericht door hemzelf en zijn stiefvader. Stevens woont anno 2009 in Kensington, Brooklyn in New York, waar hij deel uitmaakt van het bestuur van Asthmatic Kitty Records Brooklyn.
Stevens' broer Marzuki is een nationaal bekende marathonloper. In oktober 2023 maakte Sufjan bekend dat het ‘licht van mijn leven, geliefde partner en beste vriend’ Evans Richardson IV in april van dat jaar was overleden. Het album Javelin dat toen uitkwam was aan hem opgedragen. De maand ervoor werd duidelijk dat Stevens lijdt aan het zeldzame guillain-barrésyndroom. Hij werd met verlammingsverschijnselen opgenomen in het ziekenhuis en verwachtte binnen een jaar weer te kunnen lopen.

## Muzikale stijl
De muziek van Stevens kan omschreven worden als een mix van pop, country en folk. Stevens maakt in zijn muziek gebruik van veel verschillende, soms ongebruikelijke instrumenten en bespeelt veel van deze instrumenten zelf. Hieronder behoren onder meer de banjo, gitaar, hoorn en drums. Over de muziek komen zijn fragiele zangpartijen, die vaak gebaseerd zijn op geloof en christelijke waarden. Zijn muziek is melodieus en gedetailleerd (orkestraal) uitgewerkt.

### Eerste albums
Stevens' debuut, A Sun Came, kwam uit in het jaar 2000. Na de opvolger Enjoy Your Rabbit (2001) bracht hij in 2003 de ode aan zijn thuisstaat uit, Michigan. Op dit album worden de mythes, waargebeurde verhalen en helden van deze Amerikaanse staat bezongen. Deze plaat moest het begin worden van een gigantisch project: Stevens wilde namelijk over alle staten van de Verenigde Staten een plaat maken. Hij heeft in een interview in de Guardian  in 2009 toegegeven dat het 50 statenproject feitelijk een promotietruc was. Een jaar na Michigan werd Seven Swans op de markt gebracht, waarin verschillende religieuze thema's aangehaald worden.

### Illinois
In 2005 kwam de tweede plaat in de 'statenreeks' uit die opgedragen is aan de staat Illinois. Op Illinois staan onder andere de verhalen over Abraham Lincoln, seriemoordenaar John Wayne Gacy, superheld Superman en de stad Chicago. De plaat werd door de muziekpers bijzonder goed ontvangen: veel muziektijdschriften en webzines noemden het als een van hun favoriete platen van het jaar. Het invloedrijke indie-webzine Pitchfork noemde Illinois de beste plaat van 2005, evenals de meta-recensiesite Metacritic. Op de eindlijst van OOR kwam de plaat op nummer 2, evenals bij het tijdschrift Heaven en het tijdschrift Uncut. Op de eindlijst van Humo stond Illinois op nummer 1.
Het album was kort onderwerp van een onenigheid over auteursrecht. Op de originele hoes staat namelijk superheld Superman afgebeeld. De eigenaren van deze superheld waren hier niet gelukkig mee, en op latere versies van de plaat komt Superman dan ook niet meer voor.

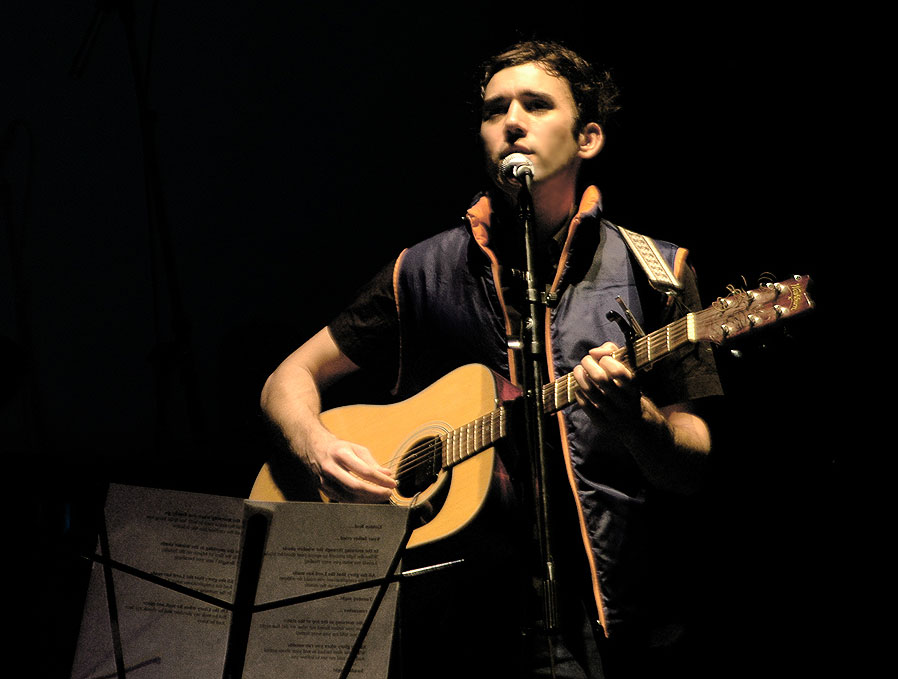
Sufjan Stevens treedt op tijdens de Independent Music Awards in New York.

In juli 2006 kwam The Avalanche uit. Deze plaat bevat outtakes en nummers die Illinois niet gehaald hadden, net zoals Seven Swans de restjes van Michigan verzamelde.

### Experimenteler werk
Na deze twee 'Staten'-albums sloeg Stevens een andere, meer experimentele weg in.
Op 1, 2 en 3 november 2007 vond, tijdens het Next Wave Festival in Brooklyn, de première plaats van een door Sufjan Stevens georkestreerde en gefilmde verkenning van de Brooklyn-Queens Expressway (BQE). De BQE is een controversiële snelweg (ontworpen door Robert Moses) die de stadsdelen Brooklyn en Queens in New York doorkruist.
In 2010 publiceerde Stevens een cd met acht liedjes, All Delighted People, en kort daarna een groot album, The Age of Adz, dat eindigt met een nummer van ruim 25 minuten.

### Kerstalbums
Aan het einde van 2006 werd een kerstalbum uitgebracht, genaamd Songs for Christmas. Deze kwam in de vorm van een cd-box bestaande uit cd's die kerstliedjes bevatten die Stevens de voorgaande periode elk jaar had opgenomen en oorspronkelijk slechts bedoeld waren voor vrienden en familie.
Eind 2012 kwam er een tweede box met weer vijf cd's met kerstliedjes, Silver & Gold. Ook hierbij waren weer extra's geleverd, zoals een poster en stickers en een uitgebreid songboekje met alle teksten inclusief akkoordenschema's. Deze box bevat in totaal 58 liedjes, waarmee in combinatie met de eerste kerstcd-box het totaal aantal kerstliedjes van Stevens op 100 komt.

### Carrie & Lowell
In 2015 verscheen het album Carrie & Lowell, waarin Stevens terugblikt op zijn moeder Carrie, die leed aan een bipolaire stoornis en schizofrenie en verslaafd was aan drugs en andere middelen. Lowell verwijst naar Stevens' stiefvader, Lowell Brams, die vijf jaar getrouwd was met Carrie en met Stevens samenwerkt bij Stevens' platenlabel Astmathic Kitty. In het titelnummer Carrie & Lowell noemt Stevens deze vijf jaar zijn "periode van hoop" ("season of hope"). Het Nederlandse muziektijdschrift OOR verkoos Carrie & Lowell tot Plaat van het Jaar (selectie op basis van de voorkeurslijstjes van 55 muziekjournalisten).

### Javelin
In oktober 2023 verscheen het album Javelin, thematisch over het verlies van een levensgezel, dat vaak wordt gezien als een van Stevens' beste albums.

## Discografie

### Albums
| Album met eventuele hitnotering(en) in de Nederlandse Album Top 100 | Datum van verschijnen | Datum van binnenkomst | Hoogste positie | Aantal weken | Opmerkingen                                      |
| ------------------------------------------------------------------- | --------------------- | --------------------- | --------------- | ------------ | ------------------------------------------------ |
| A Sun Came                                                          | 13-06-2000            | -                     |                 |              |                                                  |
| Enjoy Your Rabbit                                                   | 17-09-2001            | -                     |                 |              |                                                  |
| Michigan                                                            | 01-07-2003            | -                     |                 |              |                                                  |
| Seven Swans                                                         | 16-03-2004            | -                     |                 |              |                                                  |
| Illinois                                                            | 04-07-2005            | 09-07-2005            | 80              | 5            |                                                  |
| The Avalanche                                                       | 11-07-2006            | -                     |                 |              |                                                  |
| Songs for Christmas, Vols. 1-5                                      | 21-11-2006            | -                     |                 |              |                                                  |
| The BQE                                                             | 09-10-2009            | -                     |                 |              |                                                  |
| All Delighted People EP                                             | 20-08-2010            | -                     |                 |              | ep                                               |
| The Age of Adz                                                      | 08-10-2010            | 16-10-2010            | 75              | 2            |                                                  |
| Silver & Gold: Songs for Christmas, Vols. 6-10                      | 13-11-2012            | -                     |                 |              |                                                  |
| Carrie & Lowell                                                     | 31-03-2015            | 04-04-2015            | 6               | 15           |                                                  |
| Planetarium                                                         | 09-06-2017            | 17-06-2017            | 77              | 1            | met Nico Muhly, Bryce Dessner en James McAlister |
| Aporia                                                              | 23-03-2020            | -                     |                 |              | met stiefvader Lowell Brams                      |

| Album met hitnotering(en) in de Vlaamse Ultratop 200 albums | Datum van verschijnen | Datum van binnenkomst | Hoogste positie | Aantal weken | Opmerkingen                                      |
| ----------------------------------------------------------- | --------------------- | --------------------- | --------------- | ------------ | ------------------------------------------------ |
| The Avalanche                                               | 11-07-2006            | 22-07-2006            | 68              | 3            |                                                  |
| Songs for Christmas, Vols. 1-5                              | 13-11-2006            | 09-12-2006            | 100             | 1            |                                                  |
| The Age of Adz                                              | 08-10-2010            | 23-10-2010            | 25              | 3            |                                                  |
| Carrie & Lowell                                             | 31-03-2015            | 04-04-2015            | 10              | 32           |                                                  |
| Planetarium                                                 | 09-06-2017            | 17-06-2017            | 89              | 3            | met Nico Muhly, Bryce Dessner en James McAlister |

### Singles
| Single met hitnotering(en) in de Vlaamse Ultratop 50 | Datum van verschijnen | Datum van binnenkomst | Hoogste positie | Aantal weken | Opmerkingen |
| ---------------------------------------------------- | --------------------- | --------------------- | --------------- | ------------ | ----------- |
| Mystery of love                                      | 2017                  | 13-01-2018            | tip             | -            |             |
| Tonya Harding                                        | 2017                  | 20-01-2018            | tip46           | -            |             |
| Lonely man of winter                                 | 2018                  | 01-12-2018            | tip             | -            |             |
| Love yourself                                        | 2019                  | 08-06-2019            | tip             | -            |             |